# Trafic d'êtres humains en Corée du Nord

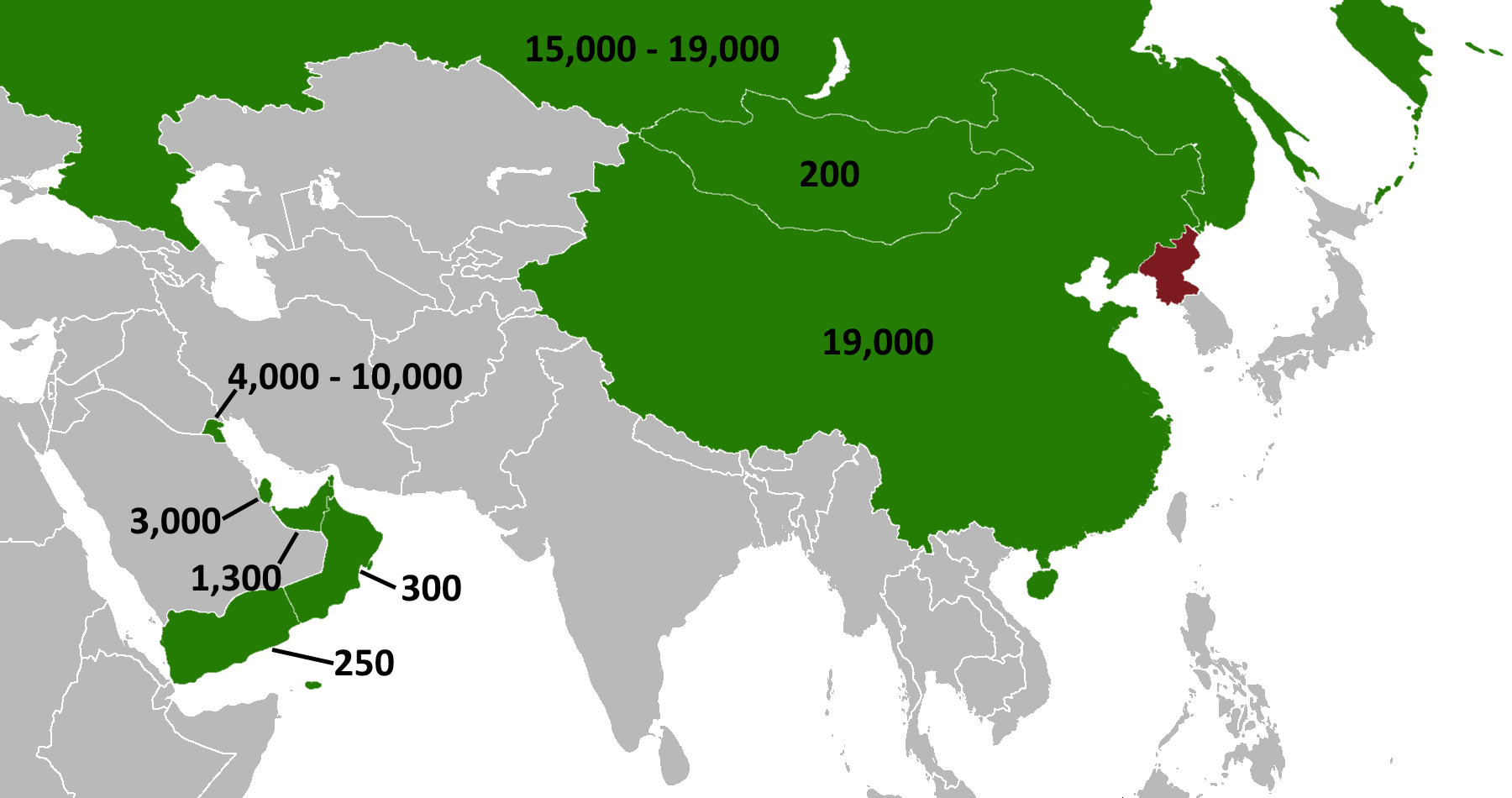
Nombre de travailleurs nord-coréens en Asie (2015).

La République démocratique populaire de Corée est une source de travailleurs, hommes, femmes et enfants, en particulier dans le domaine du travail forcé et de la prostitution.

## Trafic par type

### Femmes et jeunes filles
La forme la plus courante de traite d'êtres humains concerne celle de femmes et jeunes filles nord-coréennes contraintes à se marier ou à se prostituer en Chine. Elles entrent dans ce pays, souvent avec l'aide d'un passeur, à la recherche de nourriture, de travail, de liberté et/ou de meilleures perspectives de vie. Les réseaux de trafic sino-coréens et nord-coréens (généralement dirigés par des hommes), opérant le long de la frontière entre les deux pays, travailleraient avec les gardes-frontières chinois et nord-coréens pour trouver des femmes à marier ou à prostituer en Chine.
Les femmes nord-coréennes passent souvent par de nombreux intermédiaires. Dans certains cas, ce sont leurs amis, voisins et/ou connaissances de leur village qui les remettent aux trafiquants. Certaines femmes nord-coréennes vulnérables en route vers la Chine sont piégées, droguées ou enlevées par des trafiquants à leur arrivée. Certaines se voient offrir des emplois mais sont ensuite victimes de mariages forcés avec des hommes chinois, souvent d'appartenance ethnique coréenne, ou forcées de se prostituer dans les maisons closes ou sur internet. Dans les années 1990, les prix pour une femme est d'environ 3 000 $, mais cela varie selon l'âge. En 2014, le prix a considérablement diminué jusqu'à 200 $, tel que rapporté par Yeonmi Park lors du sommet One World Young Leaders.
Certaines femmes sont obligées de servir d'hôtesses dans les boîtes de nuit et les bars karaoké. Beaucoup sont incapables de s'exprimer en chinois et sont tenues prisonnières par leurs trafiquants. Si les autorités chinoises les découvrent, elles sont renvoyées en Corée du Nord où elles peuvent subir une peine sévère et être condamnées au travail forcé dans les camps. Les ONG et les chercheurs estiment que des dizaines de milliers de Nord-Coréens clandestins vivent actuellement dans le Nord-Est de la Chine, et jusqu'à 70 % d'entre eux sont des femmes.
Il n'y a pas d'informations fiables sur le nombre de ces Nord-Coréennes victimes de trafic, mais leur statut en Chine, en tant que migrants économiques pouvant être rapidement expulsés vers la Corée du Nord, les rend particulièrement vulnérables aux trafiquants. Les autorités chinoises répriment ces mouvements transfrontaliers juste avant les Jeux olympiques de Pékin de 2008 et semblent appliquer une stricte surveillance tout au long de l'année 2009. Les rapports indiquent une corruption généralisée des gardes-frontières nord-coréens qui facilitent les passages, en particulier des trafiquants et des passeurs.

### Travail forcé
En Corée du Nord, le travail forcé fait partie d'un système de répression politique établi. Les Nord-Coréens n'ont pas le choix des emplois qu'ils occupent et ne sont pas libres d'en changer à leur gré. Le gouvernement de la Corée du Nord détermine unilatéralement le travail de chaque citoyen. D'avril à septembre 2009, une campagne gouvernementale intitulée la « Bataille de 150 jours » est lancée pour stimuler l'économie pour de nombreuses heures de travail supplémentaires et des objectifs de production énormes et avec la mise en œuvre de programmes imposés par le gouvernement, tels que la construction de routes et des travaux de construction. Le gouvernement lance une deuxième campagne de « mobilisation de main-d'œuvre », la « Bataille de 100 jours », immédiatement après la « Bataille de 150 jours ».
Le gouvernement nord-coréen soumet directement les Nord-Coréens au travail forcé dans des camps de prisonniers. On estime que 150 000 à 200 000 personnes sont détenues dans ce genre de camps situés généralement dans des régions isolées. Beaucoup de ces prisonniers n'ont jamais été reconnus juridiquement coupables d'une infraction pénale. Dans ces camps, tous les détenus, y compris les enfants, sont soumis au travail forcé, comme l'exploitation forestière, l'exploitation minière et l'agriculture pendant de longues journées et dans des conditions difficiles. Les rapports indiquent que les prisonniers politiques subissent de graves sévices, comme la privation de nourriture ou de soins médicaux, ainsi que des brutalités, la plupart ne survivant pas. Beaucoup de prisonniers tombent malades ou meurent, en raison des conditions de travail difficiles, du manque de nourriture, des coups, du manque de soins médicaux et de l'absence d'hygiène.

### Travailleurs nord-coréens présents à l'étranger
Le gouvernement nord-coréen recrute des travailleurs pour des contrats bilatéraux avec des gouvernements étrangers, comme la Russie, des pays d'Afrique, d'Europe centrale et de l'Est, d'Asie orientale et du Sud-Est, comme la  Mongolie et le Moyen-Orient. Il existe des rapports crédibles selon lesquels de nombreux travailleurs nord-coréens envoyés à l'étranger par le régime en vertu de ces contrats sont soumis au travail forcé, leurs déplacements et leurs communications étant constamment surveillés et restreints par les « gardiens » du gouvernement nord-coréen.
D'autres rapports crédibles indiquent qu'ils sont exposés à des menaces de représailles de la part du gouvernement contre eux ou leurs proches en Corée du Nord s'ils tentent de s'échapper ou d'alerter des parties extérieures. Leurs salaires sont déposés dans des comptes contrôlés par le gouvernement nord-coréen, qui conserve la plus grande partie de l'argent en demandant des honoraires pour diverses contributions « volontaires » aux efforts du gouvernement. Les travailleurs ne reçoivent qu'une petite partie de l'argent versé au gouvernement nord-coréen pour leur travail.
On estime que des dizaines de milliers de travailleurs nord-coréens sont employés dans des camps d'exploitation forestière en Russie, où ils n'auraient que deux jours de repos par an et seraient punis lorsqu'ils ne respecteraient pas les objectifs de production. Les salaires de certains travailleurs nord-coréens employés en Russie seraient retenus jusqu'à ce qu'ils soient de retour en Corée du Nord, ceci dans une tactique coercitive des autorités nord-coréennes pour les contraindre au travail. Les travailleurs nord-coréens d'entreprises accueillant des investisseurs étrangers sur le territoire de la Corée du Nord sont employés dans des conditions similaires à celles qui connaissent ceux de l'étranger.
Depuis que Kim Jong-un est devenu le dirigeant suprême de la Corée du Nord en 2011, le nombre de travailleurs envoyés à l'étranger a augmenté rapidement pour gagner des devises étrangères et contourner les sanctions internationales. En 2012, il est estimé que 60 à 65 000 Nord-Coréens ont été envoyés à l'étranger pour travailler dans plus de 40 pays et, en 2015, ces travailleurs sont estimés au nombre de 100 000. En 2016, la Corée du Nord a gagné 1,6 milliard de livres sterling (environ 2,3 milliards de dollars) chaque année grâce aux travailleurs envoyés à l'étranger dans le monde, ou 1 milliard de livres sterling (environ 1,3 milliard de dollars) selon une autre source.

## Réponse du gouvernement nord-coréen
Le gouvernement nord-coréen ne se conforme pas pleinement aux normes minimales de lutte contre la traite d'êtres humains et ne fait pas d'efforts importants pour le faire. Il nie explicitement que ce trafic soit un problème. Les autorités ne font pas la différence entre la traite et les autres formes de franchissement illégal des frontières, et les victimes sont punies pour violation des lois sur la migration. Le gouvernement contribue au problème du trafic à travers ses restrictions sévères à l'émigration et ses camps de travail forcé où les Nord-Coréens vivent dans des conditions de servitude, reçoivent peu de nourriture et peu de soins médicaux.

### Poursuites judiciaires
Le gouvernement nord-coréen fait peu d'efforts, le cas échéant, pour lutter contre la traite des êtres humains par application de la loi durant la période 2015-2016, et continue de restreindre sévèrement le mouvement de ses citoyens à l'intérieur et à travers ses frontières. Le gouvernement nord-coréen continue de nier l'existence de la traite comme étant un problème. De maigres informations sont disponibles sur le système juridique interne de la Corée du Nord. Le Code pénal du pays interdit de franchir la frontière sans autorisation et ces lois sont utilisées contre les trafiquants et les victimes de la traite.
Il est peu probable que les lois nord-coréennes soient adaptées pour traiter le trafic. L'article 150 du Code pénal criminalise notamment l'enlèvement, la vente ou le trafic d'enfants. L'article 7 de la loi de 1946 sur l'égalité des sexes interdit la traite des femmes. Cependant, des procès impartiaux n'existent pas en Corée du Nord. Il n'est pas précisé dans quelles dispositions de la loi, le cas échéant, les trafiquants sont poursuivis. Les lois utilisées pour poursuivre les trafiquants et les victimes de la traite sont les mêmes qui cherchent à limiter toutes les migrations transfrontalières, y compris les sorties de réfugiés, et finissent souvent par nuire aux victimes.
Les rapports indiquent qu'encore plus de restrictions sont imposées pour empêcher les gens de sortir de Corée du Nord, et des sanctions sévères sont imposés à ceux qui cherchent à quitter le pays et à ceux qui sont renvoyés de force. Les récits des transfuges nord-coréens décrivent des cas où le gouvernement punit les trafiquants, cependant, les rapports des ONG indiquent que ces « trafiquants » peuvent tout aussi bien être des activistes ou des trafiquants professionnels qui aident les Nord-Coréens à partir volontairement en Chine. Il n'y a eu aucune poursuite judiciaire ou condamnations de trafic connues au cours de la période considérée.

### Protection des victimes
Le gouvernement nord-coréen ne tente pas d'identifier les personnes victimes de trafic ni de les aider. Au contraire, les victimes subissent des sanctions sévères du régime si elles tentent de traverser la frontière ou si elles sont retournées en Corée du Nord par les autorités chinoises. Tandis que les autorités critiquent ces Nord-Coréens rapatriés pour leurs contacts avec les Sud-Coréens et leur exposition aux influences culturelles sud-coréennes, elles ne font aucune distinction entre les victimes de la traite et les migrants clandestins.
Les Nord-Coréens rapatriés de force par les autorités chinoises, dont un nombre important de femmes considérées comme des victimes de trafic, sont envoyés dans des camps de prisonniers, où ils peuvent faire l'objet de travaux forcés, de tortures, d'abus sexuels par les gardiens ou d'autres sanctions sévères. Les victimes rapatriées qui sont soupçonnées d'être enceintes d'un enfant d'une éventuelle paternité chinoise peuvent être soumises à des avortements forcés et à un infanticide. Les rapports indiquent que les autorités pénitentiaires peuvent tuer brutalement les bébés nés des victimes rapatriées en prison. Le gouvernement ne s'assure nullement à ce que les victimes de la traite ne soient pas pénalisées pour des actes illégaux commis comme résultat direct du trafic.
Les conditions internes en Corée du Nord poussent de nombreux Nord-Coréens à fuir leur pays, ce qui les rend particulièrement vulnérables aux trafiquants d'êtres humains. La Corée du Nord continue d'interdire l'existence d'ONG nationales et il n'existe pas d'ONG internationales dans le pays qui s'emploient à prévenir la traite ou à aider les victimes. La Corée du Nord n'a jamais signé le Protocole visant à prévenir, réprimer et punir la traite d'êtres humains, en particulier des femmes et des enfants (en) de 2000.